# (5190) Fry
(5190) Fry ist ein Asteroid des Hauptgürtels, der am 16. Oktober 1990 von den japanischen Astronomen Seiji Ueda und Hiroshi Kaneda an der Sternwarte in Kushiro entdeckt wurde.
Der Asteroid wurde am 2. Juli 2015 nach dem britischen Schriftsteller, Drehbuchautor, Schauspieler, Regisseur, Journalist, Dichter, Comedian und Fernsehmoderator Stephen Fry (* 1957) benannt.